# Eerste divisie 1959/60
Het seizoen 1959/60 van de Nederlandse Eerste Divisie bestond uit 33 clubs die verdeeld waren in twee competities. GVAV won in A en Alkmaar '54 in B. Beide clubs promoveerden naar de Eredivisie.

## Nieuwkomers en wijzigingen

### Eerste divisie A
Promotie Tweede divisie 1958/59:
- 't Gooi
- Veendam

Degradatie Eredivisie 1958/59:
- NOAD

Overgeplaatst uit poule B:
- Excelsior
- GVAV
- HVC
- KFC
- Rigtersbleek
- Stormvogels
- Vitesse
- De Volewijckers

### Eerste divisie B
Promotie uit de Tweede divisie 1958/59:
- DHC
- Go Ahead

Degradatie uit de Eredivisie 1958/59:
- SHS

Overgeplaatst uit poule A:
- AGOVV
- Alkmaar '54
- D.F.C.
- Eindhoven
- De Graafschap
- Leeuwarden
- Limburgia
- VSV
- ZFC

## Eerste divisie A

### Deelnemende teams
| Club            | Plaats           | Accommodatie           | Capaciteit | Trainer          |
| --------------- | ---------------- | ---------------------- | ---------- | ---------------- |
| BVV             | 's-Hertogenbosch | De Vliert              | 25.000     | Charles Jackson  |
| De Volewijckers | Amsterdam        | Mosveld                | 15.000     | Daan de Jongh    |
| Excelsior       | Rotterdam        | Woudestein             | 11.000     | Bob Janse        |
| Fortuna         | Vlaardingen      | Floreslaan             | 12.000     | Rinus Smits      |
| GVAV            | Groningen        | Oosterpark             | 17.500     | Otto Bonsema     |
| Helmond         | Helmond          | Houtsdonk              | 8.500      | Wim Blokland     |
| HVC             | Amersfoort       | Birkhoven              | 10.000     | Evert Sterk      |
| 't Gooi         | Hilversum        | Gemeentelijk Sportpark | 16.000     | Joop de Busser   |
| KFC             | Koog aan de Zaan | Breestraat             | 10.000     | Toon Bruins Slot |
| NOAD            | Tilburg          | Gemeentelijk Sportpark | 20.000     | Jan de Bouter    |
| Rigtersbleek    | Enschede         | Heekstraat             | 12.000     | Ab Schepers      |
| Stormvogels     | Velsen           | Schoonenberg           | 18.000     | Arie Rentenaar   |
| SVV             | Schiedam         | Frankelandsedijk       | 15.000     | Hans Croon       |
| Veendam         | Veendam          | De Langeleegte         | 13.000     | Hein Schmitter   |
| Vitesse         | Arnhem           | Nieuw-Monnikenhuize    | 18.000     | Louis Pastoor    |
| Wageningen      | Wageningen       | De Wageningse Berg     | 16.000     | Han Hokke        |

### Eindstand
| pos | club            | gs | w  | g  | v  | pnt | dv | dt | ds  |
| --- | --------------- | -- | -- | -- | -- | --- | -- | -- | --- |
| 1.  | GVAV            | 30 | 20 | 5  | 5  | 45  | 61 | 28 | 33  |
| 2.  | Vitesse         | 30 | 17 | 9  | 4  | 43  | 61 | 33 | 28  |
| 3.  | NOAD            | 30 | 17 | 7  | 6  | 41  | 60 | 39 | 21  |
| 4.  | BVV             | 30 | 16 | 7  | 7  | 39  | 54 | 30 | 24  |
| 5.  | Stormvogels     | 30 | 11 | 10 | 9  | 32  | 53 | 50 | 3   |
| 6.  | Wageningen      | 30 | 12 | 8  | 10 | 32  | 50 | 49 | 1   |
| 7.  | De Volewijckers | 30 | 13 | 5  | 12 | 31  | 51 | 42 | 9   |
| 8.  | KFC             | 30 | 11 | 7  | 12 | 29  | 39 | 40 | -1  |
| 9.  | HVC             | 30 | 11 | 6  | 13 | 28  | 39 | 45 | -6  |
| 10. | Helmond         | 30 | 9  | 10 | 11 | 28  | 34 | 44 | -10 |
| 11. | Excelsior       | 30 | 7  | 10 | 13 | 24  | 40 | 50 | -10 |
| 12. | Fortuna         | 30 | 10 | 3  | 17 | 23  | 42 | 51 | -9  |
| 13. | SVV             | 30 | 8  | 7  | 15 | 23  | 35 | 50 | -15 |
| 14. | 't Gooi         | 30 | 7  | 7  | 16 | 21  | 42 | 54 | -12 |
| 15. | Veendam         | 30 | 8  | 5  | 17 | 21  | 38 | 55 | -17 |
| 16. | Rigtersbleek    | 30 | 6  | 8  | 16 | 20  | 38 | 77 | -39 |

### Legenda
| Kleur | Kwalificatie voor                             |
| ----- | --------------------------------------------- |
|       | Promotie naar de Eredivisie                   |
|       | Nacompetitie voor promotie naar de Eredivisie |
|       | Degradatie naar de Tweede divisie             |

### Uitslagen
|                 | BVV   | EXC   | FVL   | TGO   | GVA   | HVV   | HVC   | KFC   | NOA   | RIG   | STO   | SVV   | VEE   | VIT   | VWK   | WAG   |
| --------------- | ----- | ----- | ----- | ----- | ----- | ----- | ----- | ----- | ----- | ----- | ----- | ----- | ----- | ----- | ----- | ----- |
| BVV             |       | 4 – 0 | 4 – 0 | 2 – 1 | 0 – 1 | 1 – 1 | 3 – 0 | 2 – 0 | 0 – 2 | 4 – 1 | 2 – 0 | 2 – 1 | 1 – 1 | 2 – 2 | 0 – 4 | 1 – 0 |
| Excelsior       | 0 – 4 |       | 1 – 1 | 3 – 4 | 1 – 1 | 1 – 1 | 2 – 0 | 6 – 1 | 1 – 1 | 2 – 1 | 3 – 0 | 1 – 1 | 2 – 0 | 1 – 2 | 3 – 1 | 2 – 2 |
| Fortuna         | 3 – 1 | 1 – 0 |       | 2 – 0 | 1 – 2 | 0 – 1 | 1 – 4 | 1 – 1 | 2 – 3 | 4 – 2 | 3 – 5 | 3 – 0 | 3 – 1 | 1 – 2 | 1 – 2 | 1 – 1 |
| 't Gooi         | 1 – 1 | 3 – 3 | 1 – 2 |       | 1 – 1 | 0 – 1 | 3 – 1 | 1 – 3 | 0 – 2 | 4 – 2 | 1 – 2 | 0 – 1 | 5 – 0 | 1 – 3 | 2 – 0 | 1 – 4 |
| GVAV            | 0 – 1 | 2 – 0 | 2 – 1 | 2 – 1 |       | 3 – 2 | 1 – 0 | 1 – 0 | 0 – 1 | 2 – 2 | 2 – 0 | 2 – 1 | 3 – 0 | 3 – 2 | 4 – 0 | 4 – 0 |
| Helmond         | 0 – 0 | 1 – 0 | 0 – 1 | 2 – 2 | 0 – 2 |       | 2 – 0 | 1 – 2 | 1 – 0 | 1 – 2 | 1 – 1 | 2 – 1 | 2 – 0 | 1 – 1 | 3 – 0 | 1 – 3 |
| HVC             | 1 – 5 | 0 – 0 | 2 – 0 | 1 – 2 | 1 – 1 | 4 – 0 |       | 0 – 0 | 2 – 1 | 3 – 2 | 1 – 1 | 2 – 1 | 3 – 1 | 1 – 2 | 1 – 0 | 2 – 1 |
| KFC             | 0 – 2 | 2 – 0 | 2 – 0 | 0 – 2 | 3 – 4 | 0 – 0 | 0 – 0 |       | 2 – 0 | 3 – 0 | 0 – 1 | 5 – 1 | 1 – 0 | 0 – 0 | 1 – 2 | 1 – 1 |
| NOAD            | 1 – 1 | 3 – 1 | 2 – 0 | 3 – 3 | 0 – 2 | 5 – 2 | 1 – 2 | 3 – 0 |       | 3 – 1 | 4 – 2 | 0 – 0 | 5 – 2 | 2 – 0 | 2 – 0 | 2 – 0 |
| Rigtersbleek    | 1 – 1 | 1 – 2 | 2 – 1 | 0 – 0 | 0 – 8 | 1 – 1 | 1 – 5 | 2 – 1 | 0 – 2 |       | 4 – 4 | 2 – 1 | 1 – 1 | 0 – 1 | 0 – 6 | 3 – 0 |
| Stormvogels     | 2 – 3 | 4 – 2 | 1 – 5 | 4 – 0 | 2 – 0 | 2 – 1 | 4 – 1 | 1 – 1 | 3 – 4 | 4 – 1 |       | 2 – 2 | 2 – 2 | 0 – 0 | 1 – 0 | 1 – 2 |
| SVV             | 2 – 1 | 1 – 1 | 0 – 2 | 2 – 1 | 0 – 1 | 2 – 2 | 2 – 0 | 4 – 2 | 2 – 2 | 4 – 0 | 0 – 0 |       | 3 – 1 | 0 – 3 | 1 – 2 | 1 – 0 |
| Veendam         | 1 – 0 | 2 – 0 | 1 – 0 | 2 – 1 | 1 – 4 | 0 – 1 | 1 – 0 | 1 – 3 | 0 – 1 | 1 – 1 | 3 – 1 | 4 – 0 |       | 2 – 2 | 1 – 2 | 6 – 2 |
| Vitesse         | 1 – 0 | 4 – 2 | 3 – 2 | 1 – 1 | 3 – 0 | 6 – 1 | 3 – 1 | 3 – 1 | 6 – 1 | 0 – 2 | 1 – 1 | 1 – 0 | 2 – 1 |       | 1 – 1 | 0 – 0 |
| De Volewijckers | 1 – 3 | 0 – 0 | 4 – 0 | 3 – 0 | 2 – 1 | 3 – 1 | 0 – 0 | 0 – 1 | 2 – 2 | 6 – 1 | 1 – 1 | 3 – 0 | 1 – 0 | 2 – 4 |       | 2 – 3 |
| Wageningen      | 2 – 3 | 2 – 0 | 1 – 0 | 1 – 0 | 2 – 2 | 1 – 1 | 4 – 1 | 1 – 3 | 2 – 2 | 2 – 2 | 0 – 1 | 3 – 1 | 3 – 2 | 3 – 2 | 4 – 1 |       |

### Topscorers
| #  | Naam                | Club        | Goal |
| -- | ------------------- | ----------- | ---- |
| 1. | Rikkert La Crois    | GVAV        | 17   |
| 1. | Mari van den Dungen | BVV         | 17   |
| 1. | Loek Feijen         | Vitesse     | 17   |
| 1. | Frits Louer         | NOAD        | 17   |
| 5. | Paul Amara          | Veendam     | 16   |
| 5. | Henk Janssen        | Stormvogels | 16   |
| 7. | Bé Kuiper           | GVAV        | 14   |
| 8. | Heesbeen            | Excelsior   | 12   |
| 8. | Dirk Lammers        | NOAD        | 12   |

## Eerste divisie B

### Deelnemende teams
| Club          | Plaats     | Accommodatie           | Capaciteit | Trainer            |
| ------------- | ---------- | ---------------------- | ---------- | ------------------ |
| AGOVV         | Apeldoorn  | Berg & Bos             | 20.000     | Ben Tap            |
| Alkmaar '54   | Alkmaar    | Alkmaarderhout         | 20.000     | Ludwig Veg         |
| D.F.C.        | Dordrecht  | Krommedijk             | 12.000     | Franz Rybicki      |
| DHC           | Delft      | Laan van Vollering     | 15.000     | Jan van Buijtenen  |
| De Graafschap | Doetinchem | De Vijverberg          | 12.500     | Wim Engel          |
| Eindhoven     | Eindhoven  | Aalsterweg             | 27.000     | Huub de Leeuw      |
| Go Ahead      | Deventer   | Vetkampstraat          | 10.000     | Gilbert Richmond   |
| Helmondia '55 | Helmond    | De Braak               | 12.000     | Ernie Robinson     |
| Heracles      | Almelo     | Bornsestraat           | 20.000     | Jan Bijl           |
| Hermes DVS    | Schiedam   | Damlaan                | 14.000     | Tinus van der Pijl |
| Leeuwarden    | Leeuwarden | Gemeentelijk Sportpark | 16.000     | Piet Dubbelman     |
| Limburgia     | Brunssum   | Venweg                 | 15.500     | Franz Fuchs        |
| RBC           | Roosendaal | De Luiten              | 5.900      | Arend Koolen       |
| RCH           | Heemstede  | Sportparklaan          | 18.000     | Kick Smit          |
| SHS           | Den Haag   | Houtrust               | 25.000     | Franz Fuchs        |
| VSV           | Velsen     | Schoonenberg           | 18.000     | Jan de Wit         |
| ZFC           | Zaandam    | Westzanerdijk          | 10.000     | Jan van Asten      |

### Eindstand
| pos | club           | gs | w  | g  | v  | pnt | PA | dv | dt | ds  |
| --- | -------------- | -- | -- | -- | -- | --- | -- | -- | -- | --- |
| 1.  | Alkmaar '54    | 32 | 18 | 7  | 7  | 43  |    | 68 | 47 | 21  |
| 2.  | D.F.C.         | 32 | 17 | 8  | 7  | 42  |    | 71 | 46 | 25  |
| 3.  | VSV            | 32 | 19 | 4  | 9  | 42  |    | 64 | 47 | 17  |
| 4.  | Heracles       | 32 | 17 | 6  | 9  | 40  |    | 66 | 52 | 14  |
| 5.  | DHC            | 32 | 16 | 7  | 9  | 39  |    | 67 | 52 | 15  |
| 6.  | Leeuwarden     | 32 | 16 | 3  | 13 | 35  |    | 80 | 67 | 13  |
| 7.  | SHS            | 32 | 14 | 6  | 12 | 34  |    | 64 | 69 | -5  |
| 8.  | ZFC            | 32 | 14 | 5  | 13 | 33  |    | 63 | 49 | 14  |
| 9.  | AGOVV          | 32 | 15 | 2  | 15 | 32  |    | 71 | 61 | 10  |
| 10. | Go Ahead       | 32 | 13 | 6  | 13 | 32  |    | 62 | 62 | 0   |
| 11. | Hermes DVS     | 32 | 13 | 4  | 15 | 30  |    | 44 | 47 | -3  |
| 12. | Eindhoven      | 32 | 10 | 7  | 15 | 27  |    | 58 | 64 | -6  |
| 13. | Helmondia '55  | 32 | 8  | 8  | 16 | 24  |    | 43 | 64 | -21 |
| 14. | Limburgia      | 32 | 9  | 7  | 16 | 23  | -2 | 52 | 62 | -10 |
| 15. | RCH2           | 32 | 7  | 8  | 17 | 22  |    | 57 | 76 | -19 |
| 16. | RBC2           | 32 | 9  | 4  | 19 | 22  |    | 43 | 67 | -24 |
| 17. | De Graafschap2 | 32 | 6  | 10 | 16 | 22  |    | 42 | 83 | -41 |

Limburgia twee punten in mindering als straf voor het staken van RCH–Limburgia.

2 RCH, RBC en De Graafschap speelden play-offs tegen degradatie. De Graafschap verloor en degradeerde.

### Legenda
| Kleur | Kwalificatie voor                             |
| ----- | --------------------------------------------- |
|       | Promotie naar de Eredivisie                   |
|       | Nacompetitie voor promotie naar de Eredivisie |
|       | Degradatie naar de Tweede divisie             |

### Uitslagen
|               | AGO   | ALK   | DFC   | DHC   | EVV   | GOA   | GRA   | H55   | HER   | DVS   | LEE   | LIM   | RBC   | RCH   | SHS   | VSV   | ZFC   |
| ------------- | ----- | ----- | ----- | ----- | ----- | ----- | ----- | ----- | ----- | ----- | ----- | ----- | ----- | ----- | ----- | ----- | ----- |
| AGOVV         |       | 0 – 1 | 4 – 1 | 2 – 3 | 4 – 2 | 2 – 0 | 3 – 1 | 6 – 2 | 2 – 3 | 3 – 1 | 2 – 6 | 4 – 1 | 5 – 2 | 2 – 0 | 6 – 2 | 1 – 3 | 2 – 1 |
| Alkmaar '54   | 0 – 0 |       | 2 – 0 | 3 – 1 | 2 – 1 | 5 – 2 | 2 – 2 | 2 – 2 | 2 – 1 | 1 – 2 | 3 – 2 | 3 – 2 | 2 – 0 | 3 – 2 | 5 – 1 | 1 – 4 | 3 – 1 |
| D.F.C.        | 3 – 1 | 0 – 0 |       | 2 – 4 | 3 – 2 | 4 – 1 | 5 – 1 | 6 – 1 | 1 – 1 | 3 – 0 | 4 – 1 | 1 – 1 | 2 – 0 | 2 – 1 | 2 – 0 | 4 – 0 | 3 – 0 |
| DHC           | 2 – 1 | 5 – 1 | 2 – 2 |       | 5 – 3 | 0 – 3 | 0 – 0 | 1 – 0 | 1 – 2 | 3 – 0 | 4 – 1 | 4 – 1 | 3 – 0 | 1 – 2 | 3 – 1 | 2 – 1 | 2 – 1 |
| Eindhoven     | 2 – 1 | 1 – 1 | 1 – 3 | 4 – 2 |       | 2 – 2 | 2 – 0 | 3 – 0 | 6 – 2 | 2 – 1 | 2 – 3 | 3 – 1 | 2 – 1 | 2 – 2 | 2 – 3 | 0 – 3 | 0 – 0 |
| Go Ahead      | 1 – 4 | 2 – 1 | 3 – 2 | 3 – 2 | 2 – 1 |       | 4 – 1 | 6 – 0 | 0 – 2 | 3 – 1 | 2 – 1 | 3 – 1 | 3 – 4 | 4 – 3 | 1 – 2 | 1 – 2 | 2 – 0 |
| De Graafschap | 2 – 0 | 1 – 5 | 1 – 1 | 2 – 2 | 2 – 2 | 3 – 3 |       | 2 – 1 | 3 – 3 | 2 – 0 | 2 – 1 | 2 – 2 | 4 – 1 | 1 – 3 | 3 – 0 | 3 – 3 | 0 – 5 |
| Helmondia '55 | 3 – 2 | 2 – 1 | 3 – 3 | 6 – 2 | 0 – 0 | 1 – 0 | 3 – 0 |       | 0 – 2 | 1 – 2 | 0 – 1 | 1 – 2 | 0 – 0 | 3 – 0 | 1 – 1 | 0 – 2 | 1 – 1 |
| Heracles      | 2 – 1 | 2 – 2 | 1 – 2 | 2 – 3 | 4 – 2 | 2 – 1 | 2 – 0 | 1 – 2 |       | 3 – 0 | 5 – 3 | 5 – 2 | 1 – 0 | 0 – 0 | 6 – 1 | 2 – 1 | 1 – 2 |
| Hermes DVS    | 1 – 1 | 1 – 2 | 0 – 3 | 1 – 1 | 4 – 2 | 1 – 1 | 4 – 1 | 1 – 0 | 0 – 2 |       | 5 – 2 | 1 – 1 | 2 – 0 | 4 – 0 | 0 – 1 | 1 – 0 | 1 – 0 |
| Leeuwarden    | 2 – 3 | 2 – 1 | 3 – 0 | 0 – 0 | 1 – 2 | 4 – 2 | 6 – 1 | 5 – 2 | 2 – 0 | 3 – 1 |       | 4 – 0 | 2 – 0 | 5 – 5 | 4 – 4 | 3 – 4 | 1 – 0 |
| Limburgia     | 3 – 1 | 1 – 3 | 0 – 1 | 1 – 2 | 1 – 0 | 4 – 0 | 4 – 0 | 2 – 2 | 1 – 1 | 2 – 1 | 0 – 1 |       | 3 – 0 | 4 – 1 | 0 – 1 | 5 – 0 | 1 – 4 |
| RBC           | 0 – 2 | 0 – 3 | 2 – 2 | 1 – 4 | 3 – 1 | 2 – 2 | 6 – 0 | 2 – 0 | 1 – 2 | 0 – 2 | 3 – 1 | 3 – 0 |       | 2 – 1 | 3 – 1 | 1 – 0 | 0 – 5 |
| RCH           | 4 – 1 | 3 – 3 | 5 – 1 | 3 – 1 | 0 – 2 | 1 – 1 | 2 – 0 | 1 – 1 | 1 – 1 | 1 – 2 | 0 – 4 | 3 – 2 | 3 – 3 |       | 2 – 4 | 1 – 3 | 1 – 3 |
| SHS           | 4 – 2 | 2 – 3 | 2 – 2 | 0 – 0 | 3 – 1 | 2 – 1 | 1 – 1 | 1 – 0 | 6 – 1 | 0 – 3 | 1 – 2 | 3 – 0 | 4 – 3 | 4 – 3 |       | 1 – 4 | 2 – 2 |
| VSV           | 3 – 1 | 1 – 0 | 1 – 3 | 1 – 0 | 1 – 1 | 0 – 0 | 2 – 1 | 5 – 3 | 3 – 0 | 1 – 0 | 5 – 2 | 1 – 1 | 2 – 0 | 4 – 1 | 1 – 5 |       | 3 – 1 |
| ZFC           | 0 – 2 | 1 – 2 | 2 – 0 | 2 – 2 | 4 – 2 | 2 – 3 | 5 – 0 | 1 – 2 | 1 – 4 | 2 – 1 | 4 – 2 | 3 – 3 | 3 – 0 | 3 – 2 | 2 – 1 | 2 – 0 |       |

- RCH–Limburgia 5 minuten voor tijd gestaakt op 13 september 1959 bij 2–2 stand. Restant uitgespeeld op 26 mei 1960.

### Topscorers
| #  | Naam            | Club        | Goal |
| -- | --------------- | ----------- | ---- |
| 1. | Joop Schuman    | Heracles    | 28   |
| 2. | Hans Verhagen   | Leeuwarden  | 22   |
| 2. | Sietze de Vries | AGOVV       | 22   |
| 2. | Piet van Miert  | DHC         | 22   |
| 5. | Hans de Vos     | D.F.C.      | 21   |
| 6. | Jan Dahrs       | SHS         | 20   |
| 7. | Kees Vermunt    | RBC         | 17   |
| 7. | Sepp Seemann    | Alkmaar '54 | 17   |
| 7. | Wim de Kreek    | D.F.C.      | 17   |
| 7. | Ger Farenhorst  | VSV         | 17   |

## Nacompetitie voor degradatie

### Eindstand
| pos | club          | gs | w | g | v | pnt | dv | dt | ds |
| --- | ------------- | -- | - | - | - | --- | -- | -- | -- |
| 1.  | RBC           | 2  | 2 | 0 | 0 | 4   | 5  | 3  | 2  |
| 2.  | RCH           | 2  | 1 | 0 | 1 | 2   | 3  | 3  | 0  |
| 3.  | De Graafschap | 2  | 0 | 0 | 2 | 0   | 3  | 5  | -2 |

### Legenda
| Kleur | Kwalificatie voor                 |
| ----- | --------------------------------- |
|       | Degradatie naar de Tweede divisie |

### Uitslagen
Om de vijftiende, zestiende en zeventiende plaats.
| Datum + plaats                                                                          | Wedstrijd           | Uitslag       | Scoreverloop |
| --------------------------------------------------------------------------------------- | ------------------- | ------------- | --- |
| 6 juni 1960, Den Haag, Houtrust 9.000 toeschouwers Scheidsrechter: Jan Bronkhorst       | RBC – RCH           | 2 – 1 (2 – 1) | 18' Piet Brouwer 0–1, 24' Piet Bruijninckx 1-1, 28' Kees Vermunt 2-1                                             |
| 12 juni 1960, Nijmegen, Goffertstadion 5.000 toeschouwers Scheidsrechter: Dirk van Male | De Graafschap – RBC | 2 – 3 (0 – 1) | 25' Kees Vermunt 0–1, 50' Cees van Beers 0-2, 60' Leo Bosklopper 1-2, 82' Piet Bruijninckx 1-3, 86' Paul Vet 2-3 |
| 19 juni 1960, Utrecht, Galgenwaard 5.000 toeschouwers Scheidsrechter: Joop Martens      | RCH – De Graafschap | 2 – 1 (0 – 1) | 27' Arie Blekkenhorst 0–1, 60' Piet Brouwer 1–1, 78' László Nánai 2–1                                            |

## Nacompetitie voor promotie

### Eindstand
| pos | club    | gs | w | g | v | pnt | dv | dt | ds |
| --- | ------- | -- | - | - | - | --- | -- | -- | -- |
| 1.  | NOAD    | 6  | 4 | 1 | 1 | 9   | 14 | 7  | 7  |
| 2.  | Vitesse | 6  | 2 | 3 | 1 | 7   | 5  | 7  | -2 |
| 3.  | D.F.C.  | 6  | 2 | 1 | 3 | 5   | 13 | 9  | 4  |
| 4.  | VSV     | 6  | 1 | 1 | 4 | 3   | 6  | 15 | -9 |

### Legenda
| Kleur | Kwalificatie voor           |
| ----- | --------------------------- |
|       | Promotie naar de Eredivisie |

### Uitslagen
|         | DFC   | NOA   | VIT   | VSV   |
| ------- | ----- | ----- | ----- | ----- |
| D.F.C.  |       | 2 – 3 | 4 – 0 | 5 – 0 |
| NOAD    | 2 – 1 |       | 1 – 1 | 6 – 1 |
| Vitesse | 1 – 1 | 1 – 0 |       | 1 – 0 |
| VSV     | 3 – 0 | 1 – 2 | 1 – 1 |       |

Eerste klasse

1955/56

Eerste divisie

1956/57 · 1957/58 · 1958/59 · 1959/60 · 1960/61 · 1961/62 · 1962/63 · 1963/64 · 1964/65 · 1965/66 · 1966/67 · 1967/68 · 1968/69 · 1969/70 · 1970/71 · 1971/72 · 1972/73 · 1973/74 · 1974/75 · 1975/76 · 1976/77 · 1977/78 · 1978/79 · 1979/80 · 1980/81 · 1981/82 · 1982/83 · 1983/84 · 1984/85 · 1985/86 · 1986/87 · 1987/88 · 1988/89 · 1989/90 · 1990/91 · 1991/92 · 1992/93 · 1993/94 · 1994/95 · 1995/96 · 1996/97 · 1997/98 · 1998/99 · 1999/00 · 2000/01 · 2001/02 · 2002/03 · 2003/04 · 2004/05 · 2005/06 · 2006/07 · 2007/08 · 2008/09 · 2009/10 · 2010/11 · 2011/12 · 2012/13 · 2013/14 · 2014/15 · 2015/16 · 2016/17 · 2017/18 · 2018/19 · 2019/20 · 2020/21 · 2021/22 · 2022/23 · 2023/24 · 2024/25

Eredivisie · Eerste divisie · Johan Cruijff Schaal · KNVB Beker · Play-offs